# 阿纳托利·丘拜斯
阿纳托利·鲍里索维奇·丘拜斯（俄语：Анатолий Борисович Чубайс，羅馬化：Anatoly Borisovich Chubais，1955年6月16日—），俄罗斯政治人物、商人。曾在1990年代初期鲍里斯·叶利钦政府中担任要职，负责俄罗斯的私有化，对苏联解体后向俄罗斯引入市场经济和私有制产生重要影响。

## 生平
1955年6月16日生于苏联白俄罗斯苏维埃社会主义共和国鲍里索夫。父亲是一名军人。1977年毕业于列宁格勒陶里亚蒂工程经济学院，历任工程师、助教、副教授。1983年获副博士学位。1990年步入政界，任列宁格勒市苏维埃执行委员会副主席、第一副主席，列宁格勒市长经济顾问等职。
1991年11月10日，他担任俄罗斯联邦国有财产管理委员会主席（部长级），翌年6月1日兼任俄罗斯联邦副总理，负责私有化工作。1994年，他与叶戈尔·盖达尔等人成立俄罗斯选择党。1994年11月升任第一副总理。1995年4月至1996年2月，任俄罗斯联邦驻国际复兴开发银行和多邊投資擔保機構代表。1996年1月，在国家杜马选举输给俄罗斯联邦共产党后，他被解除第一副总理职务，转而负责总统叶利钦的竞选连任工作。在他的努力下，叶利钦在7月3日的第二轮投票中获得了54％的选票，成功获得连任。同年7月15日至1997年3月担任总统办公厅主任。之后又出任财政部长兼第一副总理。
1998年任俄罗斯统一电力公司董事长。2005年5月因发生莫斯科及周边城市大规模停电事故，而遭到玩忽职守和滥用职权等罪名起诉。2008年转任俄罗斯纳米技术集团公司董事长。
2022年3月23日據彭博社引述两名知情人士的话报导，阿纳托利·丘拜斯因反对普京总统发动的对乌侵略战争而辞去俄罗斯联邦总统与国际组织关系以实现可持续发展目标特使一職并离开俄罗斯。